# La Ruche (école)
Pour les articles homonymes, voir La Ruche.

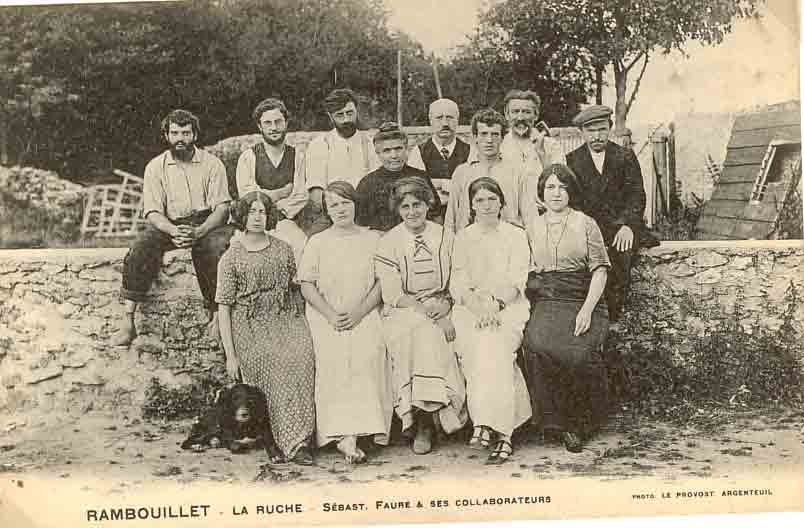
L'équipe des adultes.

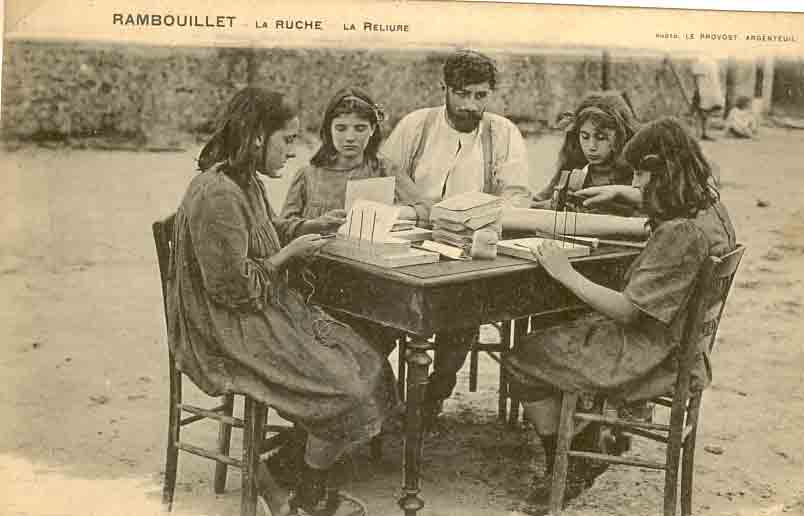
L'atelier de reliure.

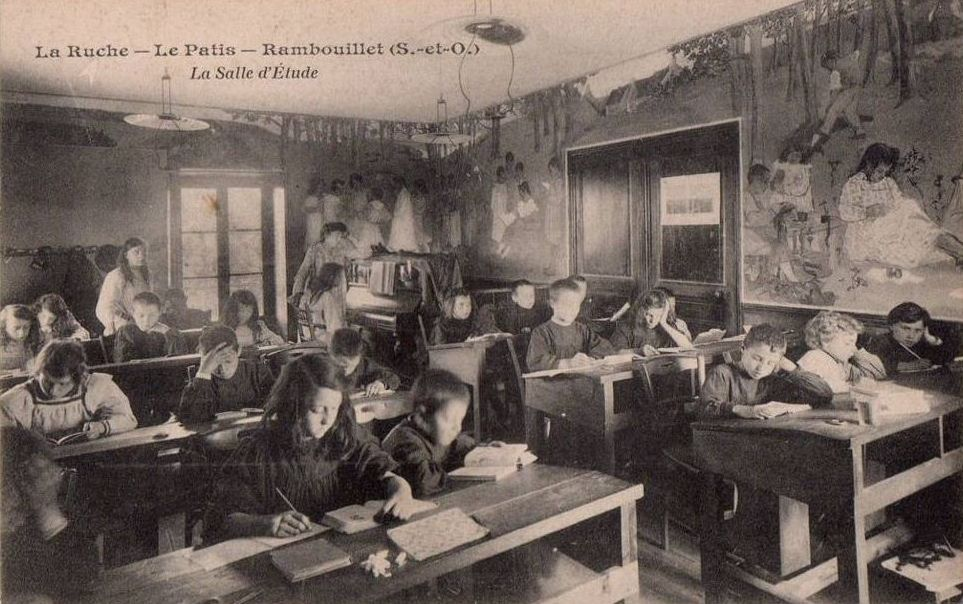
La salle d'études.

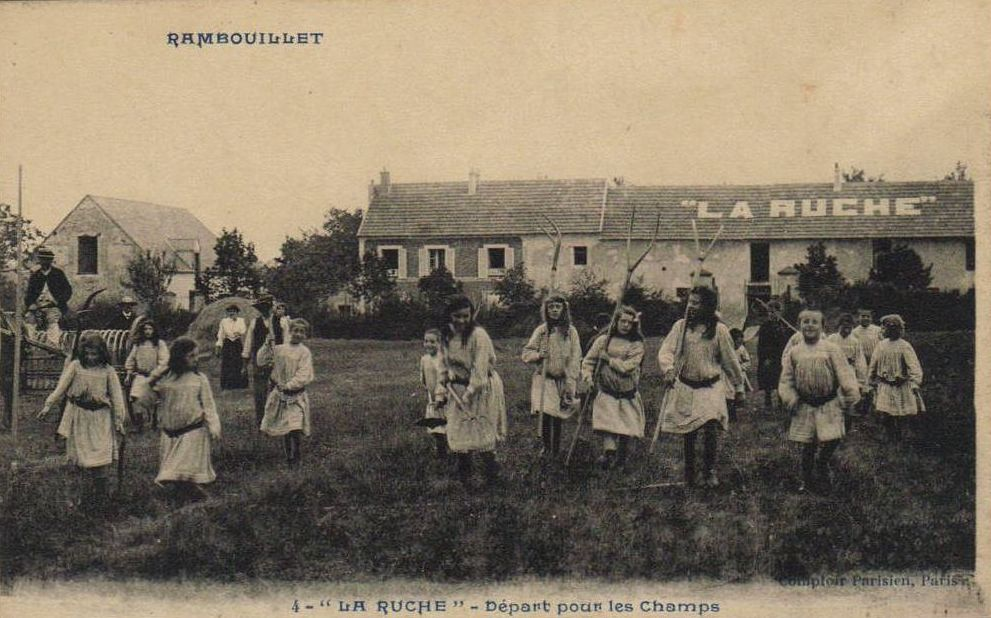
Départ pour les champs. Au fond : le bâtiment principal.

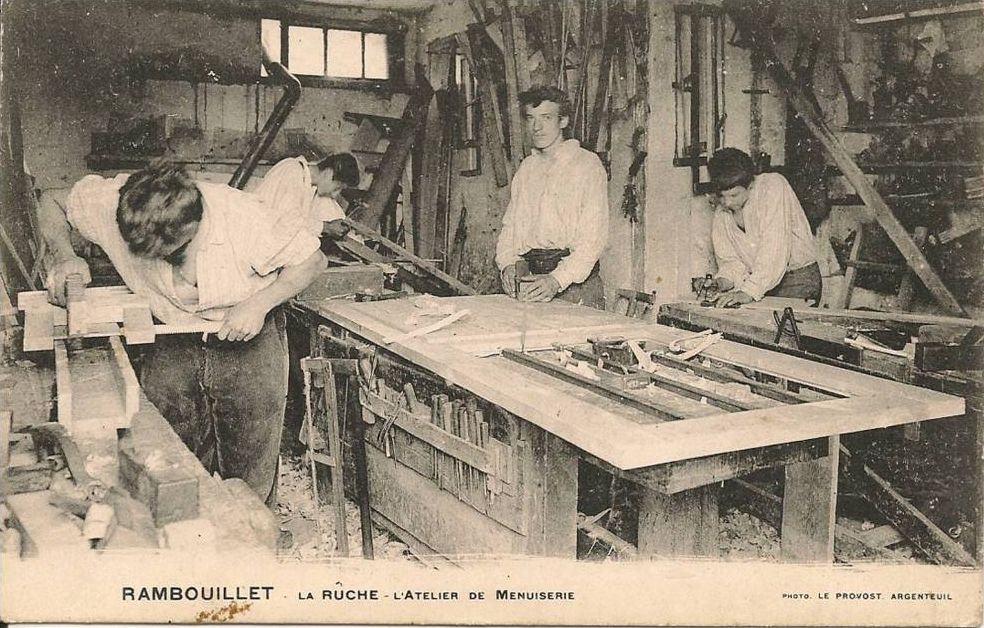
L'atelier de menuiserie.

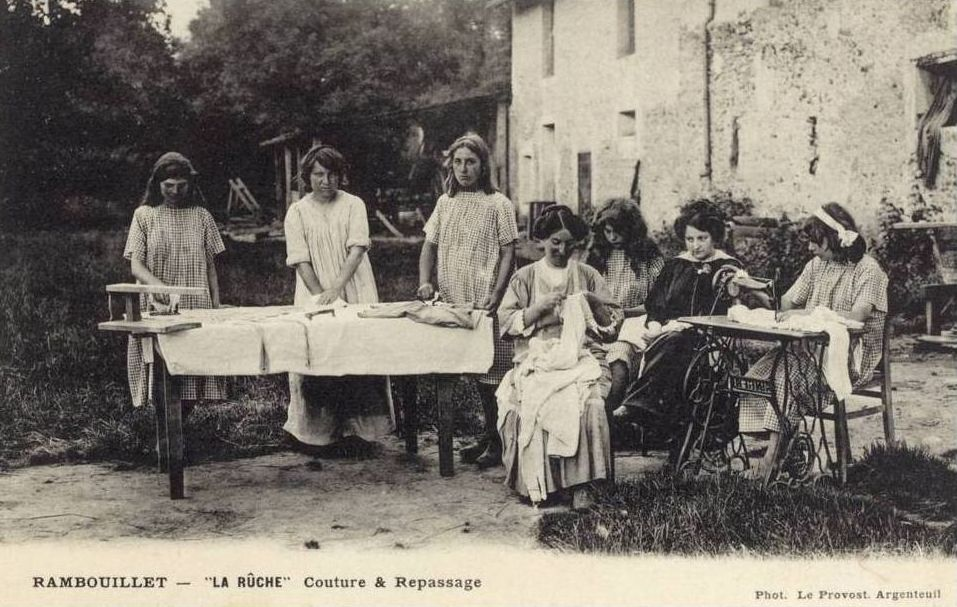
Apprentissage de couture et repassage.

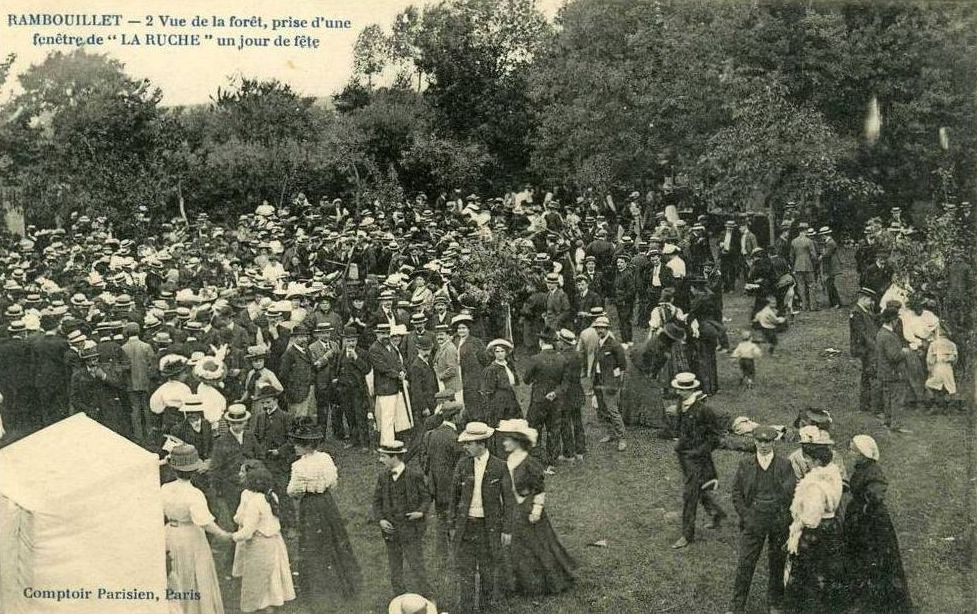
La Ruche un jour de fête.

La Ruche est une école libertaire et un espace de vie communautaire fonctionnant selon le concept de coopérative intégrale.
Fondée en 1904, à Rambouillet (Yvelines), par Sébastien Faure, elle disparait durant l'hiver 1917 à la suite des restrictions imposées par la Première Guerre mondiale.
La Ruche s'inspire d'autres expériences d'éducation libertaire comme l'Orphelinat de Cempuis animé par Paul Robin de 1880 à 1894, et l'École moderne fondée en 1901 à Barcelone par Francisco Ferrer.

## Projet pédagogique
Selon Sébastien Faure, « La Ruche est une œuvre de solidarité et d'éducation. Par la vie au grand air, par un régime régulier, l'hygiène, la propreté, la promenade, les sports et le mouvement, nous formons des êtres sains, vigoureux et beaux. » .
Il oppose la méthode traditionnelle de la pédagogie, qualifiée de déductive et qui consiste à expliquer les concepts aux élèves qui doivent les assimiler, à une pédagogie dite inductive par laquelle il laisse l'élève faire le gros du travail d'apprentissage par lui-même : « Qui cherche, fait l'effort. »
La pédagogie vise le développement des capacités intellectuelles, physiques et morales. Pour Sébastien Faure, « Le rôle de l'éducation, c'est de porter au maximum le développement de toutes les facultés de l'enfant : physiques, intellectuelles et morales. Le devoir de l'éducateur, c'est de favoriser le plein épanouissement de cet ensemble d'énergies et d'aptitudes qu'on rencontre chez tous. » On parle alors d'éducation intégrale, le but étant de former des adultes accomplis.
Une expérience précédente, menée par Paul Robin, à l'orphelinat Prévost de Cempuis dans l'Oise, vient de se terminer en 1894. Sébastien Faure en rachète une partie du matériel d'imprimerie.
Dans un contexte de guerre scolaire, entre l'État et l'Église catholique, l'engagement politique libertaire de l'école est affirmée par Sébastien Faure, dans ses « Écrits pédagogiques : « L'école chrétienne, c'est l'école du passé, organisée par l'Église et pour elle ; l'école laïque, c'est l'école du présent, organisée par l'État, et pour lui ; La Ruche, c'est l'école de l'avenir, l'école tout court, organisée pour l'enfant afin que, cessant d'être le bien, la chose, la propriété de la religion ou de l'État, il s'appartienne à lui-même et trouve à l'école le pain, le savoir et la tendresse dont ont besoin son corps, son cerveau et son cœur. »,

## Auto-financement
Quand il fonde la Ruche en 1904, Faure ne veut ni dépendre de l'État, ni fonctionner comme une école privée.
La Ruche est une institution qui accueille gratuitement les enfants : seuls quelques parents qui le peuvent, contribuent à leur entretien. Les tournées de conférences de Sébastien Faure et les spectacles organisés par les enfants assurent les dépenses
L'école comporte des ateliers qui sont autant de centres d'apprentissage. Sur le modèle d'une coopérative, elle s'autofinance en partie : elle produit du miel, des produits laitiers, des légumes et adhère à la bourse de coopératives de production locale. Son imprimerie réalise des travaux de commande pour des éditions syndicalistes et libertaires. En outre, elle édite des cartes postales vendues lors d'une grande fête annuelle.
Une fois par an, les enfants de 10 à 15 ans voyagent en France, ou même en Algérie, en mai 1914. Logés dans des familles, ils donnent spectacles ou concerts payants, qui contribuent aux recettes de la Ruche. C'est ainsi que dans un budget de 21 726 F, le poste Fêtes à la Ruche et en voyage avec les enfants en dégage 3 857 (budget du 30 juin 1913 au 30 juin 1914).

## La vie à l'école
L'école accueille une quarantaine d'enfants venant de familles pauvres ou orphelins. 
D'après le règlement de la Ruche, trois conditions doivent être remplies pour être admissible à l'école : être en bonne santé et âgé lors de l'admission entre 6 et 10 ans et que la famille prenne l'engagement de laisser l'enfant jusqu'à ses 16 ans.
Les professeurs sont tous des bénévoles. Leurs cours s’appuient sur un travail basé sur l'autonomie des enfants, une utilisation de la méthode positive, l'absence de classement.
Les élèves sont répartis en trois groupes, selon leur âge : les petits, les moyens et les grands. Sébastien Faure résume ainsi leur emploi du temps : « Jusqu'à l'âge de douze ou treize ans, ils ne font qu'aller en classe ; de douze, treize ans jusqu'à quinze ans, ils vont : une partie de la journée en classe, l'autre partie à l'atelier ou aux champs ; et, à partir de quinze ans, ils cessent d'aller en classe et ne vont qu'à l'atelier ou aux champs. Néanmoins, le soir venu, comme les grands ne vont se coucher que vers dix heures, ils lisent, suivent les cours supplémentaires que nos professeurs leur font, travaillent avec ceux-ci, causent, interrogent, échangent des idées et complètent, ainsi, leur petit bagage de connaissances générales. »

## La fin de la Ruche
Cette expérimentation pédagogique prend fin en février 1917. L'école est fermée et ses derniers élèves dispersés.
Sébastien Faure en parle en ces termes : « La guerre maudite est venue, soumettant "la Ruche" à la plus rude des épreuves. La mobilisation l'a privée brutalement de la presque totalité de ses collaborateurs ; nos modestes ateliers (...) ont été fermés et le sont restés depuis août 1914. Le droit de réunion étant supprimé, j'ai dû renoncer à mes conférences dont le produit constituait 75 % environ des recettes qui alimentaient la caisse... En février 1917 "la Ruche" mourut victime comme tant d'autres œuvres amoureusement édifiées, de la guerre à jamais abhorrée. ».

### Travaux universitaires
- Roland Lewin, Sébastien Faure et "La Ruche" : un essai d'éducation libertaire, thèse de 3e cycle, Histoire, Université Pierre-Mendès-France - Grenoble II, 1978, notice Sudoc.
- Renaud Violet, Régénération humaine et éducation libertaire. L'influence du néo-malthusianisme français sur les expériences pédagogiques libertaires avant 1914, mémoire de maîtrise réalisé sous la direction de Nicolas Bourguinat, Université Strasbourg II, 2008, texte intégral.
- Annick Ohayon, Dominique Ottavi, Antoine Savoye, L'Éducation nouvelle, histoire, présence et devenir, Peter Lang, coll. « Exploration », vol. 131, 2007,  (ISBN 978-3-0352-0159-8).

### Articles

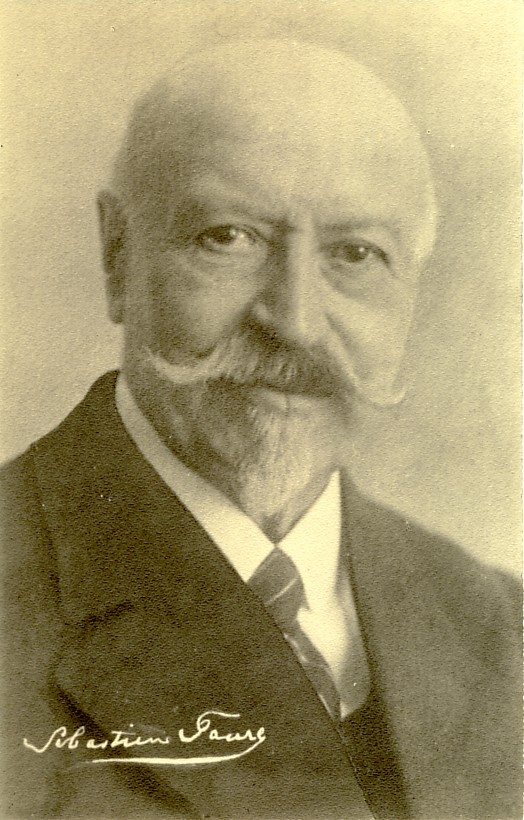
Sébastien Faure.

- Sébastien Faure, La Ruche, article dans l'Encyclopedie anarchiste, 1925-1934, texte intégral.
- Héloïsa Castellanos, L’éducation intégrale, revue Réfractions, no 7, 2005, texte intégral.
- Michel Violet, L'éducation intégrale, Les Actes de Lecture, no 112, décembre 2010, pages 21/24, texte intégral.
- Laurence Dauguet, Laurent Tarbouriech, Sébastien Faure et La Ruche, Les Actes de Lecture, no 108, décembre 2009, pages 32/36, texte intégral.
- Christian Rouet, La Ruche, école libertaire, Le Pays d'Yveline - Nouvelles ordinaires de divers lieux en divers moments, lire en ligne.

### Sources
- Sébastien Faure, Propos d'éducateur : modeste traité d'éducation physique, intellectuelle et morale, La Brochure mensuelle, no 127-128, juillet-août 1933, texte intégral Gallica.